# Ai đã đặt tên cho dòng sông?

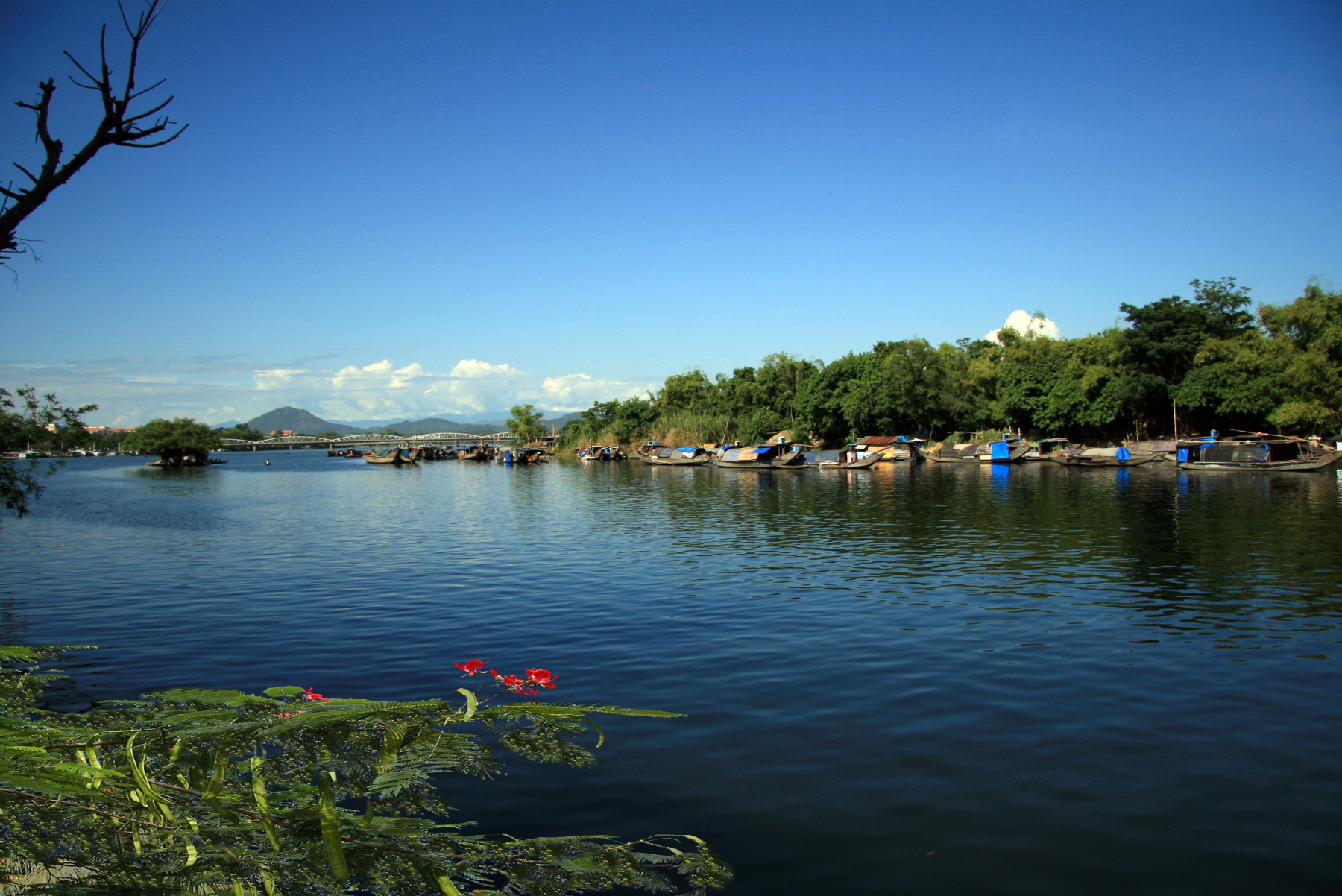
Sông Hương

"Ai đã đặt tên cho dòng sông?" (ban đầu có tên là "Hương ơi, e phải mày chăng?") là bài bút ký do nhà văn Hoàng Phủ Ngọc Tường viết ở Huế vào ngày 4 tháng 1 năm 1981, và được in trong tập sách cùng tên vào năm 1986. Một phần bài bút ký này đã được đưa vào giảng dạy trong hệ thống giáo dục ở Việt Nam, và được đánh giá là một đoạn văn xuôi súc tích và đầy chất thơ về sông Hương.
Bút ký này đã được đưa vào đề văn quốc gia 2019.

## Giới thiệu
Đây là một bút kí đặc sắc, thể hiện phong cách tài hoa, uyên bác, giàu chất thơ của Hoàng Phủ Ngọc Tường. Bài ký đã ca ngợi dòng sông Hương như một biểu tượng của Huế.
Trong sách Tuyển chọn & giới thiệu Ngữ văn... có đoạn phân tích, tóm tắt như sau:
Vẻ đẹp dòng sông được phát hiện rất đa dạng. Có lúc trữ tình êm ả, hiền hòa như "một thiếu nữ dịu dàng, duyên dáng"; có lúc phóng khoáng và man dại, rầm rộ và mãnh liệt như một "bản trường ca của rừng già". Có khi dịu dàng và trí tuệ như "người mẹ phù sa"; có khi biến ảo "sớm xanh, trưa vàng, chiều tím"; hoặc khi thì vui tươi, khi thì như một mặt hồ yên tĩnh v.v...Tất cả được miêu tả bằng một tình cảm thiết tha với Huế, với một vốn văn hóa phong phú và một vốn ngôn từ giàu có và đậm chất thơ của tác giả.
Đọc những trang viết về Huế của Hoàng Phủ Ngọc Tường (trong đó có bài Ai đã đặt tên cho dòng sông?), nhà phê bình văn học Phạm Xuân Nguyên, đã nhận xét:
Nói rằng Hoàng Phủ Ngọc Tường yêu Huế và hiểu Huế, thì đó là một lẽ đương nhiên. Tôi muốn đi xa hơn, tìm một căn nguyên thầm kín để cắt nghĩa cho sự thành công mỹ mãn của những trang viết ấy: phải chăng ở đây đã có một sự hòa hợp, tương giao, linh ứng giữa cảnh sắc Huế, lịch sử Huế, văn hóa Huế với một tâm hồn nhà văn dễ rung động, nhạy cảm, tinh tế. Phải là sự tương giao, đến mức hòa quyện chặt chẽ mới sinh ra được những áng văn tài hoa không dễ một lần thứ hai viết được như thế. Ngỡ như không khác được: viết về sông Hương là phải vậy, viết về "văn hóa vườn" ở Huế là phải vậy. Đó là những áng văn, câu chữ được chọn lựa cân nhắc kỹ càng, vì hình ảnh được sáng tạo đẹp đẽ, vì cảm xúc phong phú bất ngờ, mới mẻ...

Và theo Lê Uyển Văn, thì:

Sông Hương của Hoàng Phủ Ngọc Tường không chỉ mang vẻ đẹp trời phú mà còn ánh lên vẻ đẹp của con người, những tài nữ đánh đàn, những người dân Châu Hóa lái thuyền xuôi ngược, những người con anh dũng đã hi sinh, những Nguyễn Du, những Bà huyện Thanh Quan, những Tố Hữu..đã viết thơ trên dòng chảy long lanh in bóng mây trời.
Cũng như tình yêu của sông Hương với Huế, tình yêu của Hoàng Phủ Ngọc Tường với sông Hương cũng là quá trình dâng tặng, khám phá và hoàn thiện chính mình...

## Trích tác phẩm
Hiển nhiên là sông Hương đã sống những thế kỷ quang vinh với nhiệm vụ lịch sử của nó, từ thuở nó còn là một dòng sông biên thuỳ xa xôi của đất nước các vua Hùng. Trong sách địa dư của Nguyễn Trãi, nó mang tên là Linh Giang, dòng sông viễn châu đã chiến đấu oanh liệt bảo vệ biên giới phía nam của tổ quốc Đại Việt qua những thế kỷ trung đại. Thế kỷ XVIII, nó vẻ vang soi bóng Kinh thành Phú Xuân của người anh hùng Nguyễn Huệ; nó sống hết lịch sử bi tráng của thế kỷ XIX với máu của những cuộc khởi nghĩa, và từ đấy sông Hương đã đi vào thời đại Cách mạng tháng Tám bằng những chiến công rung chuyển.
Sông Hương là vậy, dòng sông của thời gian ngân vang, của sử viết giữa màu cỏ lá xanh biếc. Khi nghe lời gọi, nó biết cách tự biến đời mình làm một chiến công, để rồi nó trở về với cuộc sống bình thường, làm một người con gái dịu dàng của đất nước. Thỉnh thoảng, tôi vẫn còn gặp trong những ngày nàng đem áo ra phơi, một sắc áo cưới của Huế ngày xưa, rất xưa: màu áo lục điều với loại vải vân thưa màu xanh tràm lồng lên một màu đỏ ở bên trong, tạo thành một màu tím ẩn hiện, thấp thoáng theo bóng người, thuở ấy các cô dâu trẻ vẫn mặc sau tiết sương giáng. Đấy cũng chính là màu của sương khói trên sông Hương, giống như tấm voan huyền ảo của tự nhiên, sau đó ẩn giấu khuôn mặt thực của dòng sông...
Có một dòng thi ca về sông Hương, và tôi hy vọng đã nhận xét một cách công bằng về nó khi nói rằng dòng sông ấy không bao giờ tự lặp lại mình trong cảm hứng của các nghệ sĩ. Mỗi nhà thơ đều có một khám phá riêng về nó: từ xanh biếc thường ngày, nó bỗng thay màu thực bất ngờ, "dòng sông trắng - lá cây xanh" trong cái nhìn tinh tế của Tản Đà, từ tha thiết mơ màng nó chợt nhiên hùng tráng lên "như kiếm dựng trời xanh" trong khí phách của Cao Bá Quát; từ nỗi quan hoài vạn cổ với bóng chiều bãng lãng trong hồn thơ Bà Huyện Thanh Quan, nó đột khởi thành sức mạnh phục sinh của tâm hồn, trong thơ Tố Hữu. Và ở đây, một lần nữa, sông Hương quả thực là Kiều rất Kiều, trong cái nhìn thắm thiết tình người của tác giả "Từ ấy".
Có một nhà thơ từ Hà Nội đã đến đây, tóc bạc trắng, lặng ngắm dòng sông, ném mẫu thuốc lá xuống chân cầu, hỏi với trời, với đất, một câu thật bâng khuâng: - Ai đã đặt tên cho dòng sông?...

## Sách tham khảo
- Phan Trọng Luận (Tổng chủ biên). Ngữ văn 12 (Tập I). Nhà xuất bản Giáo dục, 2008.
- Trần Thức tuyển chọn, Tuyển tập Hoàng Phủ Ngọc Tường (Tập II). Nhà xuất bản Trẻ, 2002.